# Scott Haze
Scott Haze (nacido en 1980/1981) es un actor y cineasta estadounidense.
Es conocido por su papel en la película Child of God del 2013, así como en Thank You for Your Service (2017), el wéstern Old Henry del 2021 y otros. Su debut como director, Mully (2015), es un documental sobre el humanitario africano Charles Mully.

## Primeros años y educación
Haze nació en 1980 o 1981.
Fue alumno del Conservatorio Stella Adler y Playhouse West, que fue fundado por Robert Carnegie y Sanford Meisner.

## Teatro
En 2006, Haze imaginó, construyó y fundó The Sherry Theatre en el Distrito de Artes de North Hollywood en California, nombrando el teatro en honor a su madre. Las obras escritas por Haze incluyen Devil's Night de 2006 y Angel Asylum de 2011, en las que actuó y también las dirigió.
Haze hizo su debut en los teatros de Nueva York el 13 de julio de 2017 en la producción del Rattlestick Playwrights Theatre de The Long Shrift de Robert Boswell, dirigida por su amigo cercano James Franco. La obra también fue protagonizada por Ahna O'Reilly, Brian Lally, Allie Gallerani y Ally Sheedy.

## Carrera cinematográfica
Entre 2006 y 2010, Haze apareció en varias películas y programas de televisión, incluidos CSI: Crime Scene Investigation, Live!, Prey For Me, Tunnel Vision y Cop Dog.
En 2011, Haze recibió elogios de la crítica por su papel del sargento Scotty Fowlkes en Post, el debut como director de Jim Parrack.
Haze colaboró por primera vez con su amigo cercano James Franco en 2011 en Rebel, una obra de arte multimedia que Franco creó con una serie de otros cineastas y artistas, incluidos Ed Ruscha y Paul McCarthy, el ganador del Premio Turner Douglas Gordon, el artista de pintura en motocicleta Aaron Young, el fotógrafo de moda Terry Richardson y el cineasta Harmony Korine. Haze trabajó con Franco en Brad Forever, un documental sobre el actor Brad Renfro.
En septiembre de 2011, Franco anunció en el Festival Internacional de Cine de Toronto que se disponía a dirigir y adaptar la novela Hijo de Dios de Cormac McCarthy, la historia de Lester Ballard, "un joven que queda aislado de la sociedad y cae en una vida de crimen y depravación sexual mientras vivía en una cueva en Tennessee". En enero de 2012, Haze se unió para interpretar el papel principal de Lester Ballard. Haze trabajó en el papel de Ballard durante un año antes del rodaje y, de hecho, se mudó a Sevierville, Tennessee, donde se desarrolla la novela de Cormac McCarthy. En preparación para el papel, Haze perdió 45 libras, vivió en cuevas y se mantuvo en el personaje durante meses antes y durante la filmación.
Haze protagonizó As I Lay Dying, la adaptación de James Franco de la novela de William Faulkner, como Skeet McGowan, un empleado de farmacia intrigante. La película se estrenó en el Festival de Cannes de 2013 en la sección Un Certain Regard.
En 2013, Child of God se estrenó en competencia oficial en el 70.º Festival Internacional de Cine de Venecia y en la selección oficial del Festival Internacional de Cine de Toronto de 2013. Child of God fue parte de la selección oficial del 51° Festival de Cine de Nueva York y del Festival de Cine de Austin de 2013. La película se proyectó en el Festival Internacional de Cine de Dallas y el Festival Internacional de Cine de San Francisco en 2014. Child of God fue estrenada en cines por Well Go USA el 1 de agosto de 2014.
Haze fue nombrado uno de los 10 actores a tener en cuenta por Variety en 2013. Por su actuación en Child Of God, Haze también recibió el premio al Artista Revelación del Año en el Festival Internacional de Cine de Hamptons de 2013.
Protagonizó la adaptación de Franco de la novela de William Faulkner The Sound and the Fury como Jason Compson IV. La película fue coprotagonizada por Franco, Ahna O'Reilly y Tim Blake Nelson. The Sound and the Fury se estrenó en el 71.º Festival de Cine de Venecia el 5 de septiembre de 2014. La película tuvo su estreno en América del Norte en el Festival Internacional de Cine de Toronto de 2014 y se proyectó en el Festival de Cine de Austin y en el Festival de Cine de Virginia, en octubre y noviembre de 2014.
Haze tuvo un cameo como el asesino en serie, Charles Manson, en la adaptación de 2018 de la novela Zeroville de Steven Erikson, que está dirigida y protagonizada por Franco junto a Seth Rogen, Megan Fox, Jacki Weaver y Will Ferrell.
En junio de 2015, Haze se unió al reparto de The Force, más tarde retitulada Between Us, un drama romántico escrito y dirigido por Rafael Palacio Illingworth. La película también está protagonizada por Olivia Thirlby, Ben Feldman, Adam Goldberg, Analeigh Tipton, Peter Bogdanovich y Betsy Brandt. La cinta se estrenó el 18 de abril de 2016 en el Festival de Cine de Tribeca y se estrenó en cines el 6 de enero de 2017.
El debut como director de Haze, Mully, se estrenó mundialmente el 1 de noviembre de 2015 en el Festival de Cine de Austin. En 2016, Mully ganó el Gran Premio del Jurado a la Mejor Película en el Festival de Cine Real to Reel de Winnipeg. La película recibió los premios The Man In The Mirror en el Festival de Cine de Bentonville de 2017.
Haze interpretó a Levi en la película de Warner Bros. Midnight Special. La película, escrita y dirigida por Jeff Nichols, también está protagonizada por Michael Shannon, Joel Edgerton, Kirsten Dunst, Adam Driver y Sam Shepard. En febrero de 2016 Midnight Special tuvo su estreno mundial en el Festival de Cine de Berlín con críticas positivas.
Haze se asoció con James Franco en su adaptación como director de In Dubious Battle de John Steinbeck. La película también está protagonizada por Vincent D'Onofrio, Robert Duvall, Ed Harris, Bryan Cranston y Sam Shepard. La película hizo su estreno mundial en el Festival Internacional de Cine de Venecia de 2016 y su estreno en América del Norte en el Festival Internacional de Cine de Toronto de 2016. La película se estrenó en cines el 17 de febrero de 2017.
Haze coprotagonizó junto a Miles Teller Thank You for Your Service, el debut como director del escritor de American Sniper, Jason Dean Hall. Haze interpreta a un soldado herido; para prepararse para el papel, Haze pasó un tiempo en el hospital VA con el veterano Michael Adam Emory, a quien interpreta en la película, y se mantuvo en el personaje mientras estaba en el set.
Haze volvió a formar equipo con su coprotagonista de Thank You For Your Service, Teller, en No Exit, más tarde retitulada Only the Brave. La película sigue "la historia real de un grupo de bomberos conocidos como Granite Mountain Hotshots, que perdieron a 19 miembros de la tripulación cuando se enfrentaron a uno de los incendios forestales más mortíferos de la historia para salvar una ciudad de Arizona". Haze interpreta a Clayton Whitted, un bombero y pastor. La película también está protagonizada por Josh Brolin, Jennifer Connelly, Jeff Bridges, Taylor Kitsch y James Badge Dale, y está dirigida por Joseph Kosinski . La película fue estrenada por Sony Pictures el 20 de octubre de 2017.
En abril de 2017, se anunció que Haze había firmado con Creative Artists Agency.
Fathom Events lanzó el debut como director de Haze, Mully, para un evento especial de tres días el 3, 4 y 5 de octubre de 2017.
Haze coprotagonizó Venom. La película, dirigida por Ruben Fleischer, también está protagonizada por Tom Hardy, Riz Ahmed, Michelle Williams y Jenny Slate, y se estrenó el 5 de octubre de 2018.

## Filmografía

### Películas
| Año  | Título                                         | Papel                      | Notas |
| ---- | ---------------------------------------------- | -------------------------- | ----- |
| 2005 | Ad Corp. Inc                                   | Jason                      |       |
| 2006 | Danny Roane: First Time Director               | Paciente en rehabilitación |       |
| 2006 | Division III                                   | Andre "AO" O'brien         |       |
| 2007 | Live!                                          | Kafiya                     |       |
| 2007 | Prey 4 Me                                      | Joel                       |       |
| 2008 | Cop Dog                                        | Lukas                      |       |
| 2011 | Post                                           | Sargento Scotty Fowlkes    |       |
| 2011 | Tunnel Vision                                  | Jolson                     |       |
| 2012 | The Taste of Copper                            | Daniel                     |       |
| 2013 | Deserted                                       | C. Grin                    |       |
| 2013 | Filandra                                       | Scott Haze                 |       |
| 2013 | Paradise                                       | Nickel                     |       |
| 2013 | As I Lay Dying                                 | Skeet MacGowan             |       |
| 2013 | Child of God                                   | Lester Ballard             |       |
| 2014 | The Sound and the Fury                         | Jason Compson IV           |       |
| 2016 | Midnight Special                               | Levi                       |       |
| 2016 | Between Us                                     | Robert                     |       |
| 2016 | In Dubious Battle                              | Frank                      |       |
| 2017 | The Institute                                  | Gunther                    |       |
| 2017 | Actors Anonymous                               | Sean                       |       |
| 2017 | Tenn                                           | Jim Connor                 |       |
| 2017 | La bóveda                                      | Michael Dillon             |       |
| 2017 | Thank You for Your Service                     | Michael Adam Emory         |       |
| 2017 | Only the Brave                                 | Clayton Whitted            |       |
| 2018 | Future World                                   | Gutter                     |       |
| 2018 | Venom                                          | Roland Treece              |       |
| 2019 | Zeroville                                      | Charles                    |       |
| 2019 | Why Not Choose Love: A Mary Pickford Manifesto | Charlie Chaplin            |       |
| 2020 | Minari                                         | Billy                      |       |
| 2021 | Wild Indian                                    | Padre Daniels              |       |
| 2021 | 12 Mighty Orphans                              | Rodney Kidd                |       |
| 2021 | What Josiah Saw                                | Thomas Graham              |       |
| 2021 | Old Henry                                      | Curry                      |       |
| 2021 | Antlers                                        | Frank Weaver               |       |
| 2022 | Jurassic World Dominion                        | Rainn Delacourt            |       |
| 2023 | Sonido de libertad                             | Chris                      |       |
| 2023 | Red Right Hand                                 | Finney                     |       |
| 2024 | Horizon: An American Saga - Capítulo 1         | Elias Janney               |       |

### Director
| Año  | Título           | Tipo       | Notas |
| ---- | ---------------- | ---------- | ----- |
| 2011 | The Vanya Show   | Serie      |       |
| 2013 | Ghosts & Goblins | Documental |       |
| 2015 | Mully            | Documental |       |

### Televisión
| Año  | Serie                          | Papel         | Aparición                   |
| ---- | ------------------------------ | ------------- | --------------------------- |
| 2011 | CSI: Crime Scene Investigation | Anthony Steel | "The List"                  |
| 2011 | The Vanya Show                 | Ego           | "Interview Exclusive Pt. 1" |

### Teatro
| Año  | Obra             | Teatro                                                                    |
| ---- | ---------------- | ------------------------------------------------------------------------- |
| 2002 | Leatherman       |                                                                           |
| 2004 | Title Fight      | Estrenada en abril de 2004, Stella Adler Theater, Hollywood, California   |
| 2006 | Devil's Night    | Estrenada en marzo de 2006, Sherry Theater, North Hollywood, California   |
| 2007 | Valentines Night | Estrenada en abril de 2007, Sherry Theater, North Hollywood, California   |
| 2011 | Angel Asylum     | Estrenada en octubre de 2011, Sherry Theater, North Hollywood, California |